# Torneo Aspirantes de Venezuela
El Torneo de Aspirantes de Venezuela fue un campeonato de clubes amateurs que buscaban el ingreso a las categorías profesionales de la Federación Venezolana de Fútbol. Fue creado por la antigua Liga de Fútbol Profesional de Venezuela en julio de 1990 como Copa CTV, pero a partir de la temporada 1991-1992 pasó a llamarse Torneo de Aspirantes, el cual se disputó hasta 1995 debido a la desaparición de la Liga en ese año. En 1999, ya de la mano de la Federación Venezolana de Fútbol, es reactivado nuevamente, celebrándose sin interrupción alguna hasta 2007.
En principio, los ganadores de este torneo ascendían a la Segunda División de Venezuela, previo cumplimiento de aspectos de índole administrativo, logístico y económico. Esto fue así hasta 2004, pues en 2005 se creó la Segunda División B de Venezuela, siendo esta categoría, ahora extinta, el nuevo destino de los ganadores del Torneo de Aspirantes.
En el año 2007, dado el crecimiento del fútbol organizado en el país, en parte gracias a la celebración de la Copa América de aquel año y porque algunos equipos adquirieron cierta fortaleza económica similar a la de los clubes profesionales, el Torneo deja de ser amateur y pasa a denominarse Tercera División de Venezuela a partir de la temporada 2007-2008.

## Palmarés
| Año     | Campeón                                                   | Subcampeón                                                |
| ------- | --------------------------------------------------------- | --------------------------------------------------------- |
| 1999/00 | Deportivo Galicia                                         | Zulianos FC                                               |
| 2000/01 | Caracas FC B                                              | Club Paracotos                                            |
| 2001/02 | Atlético El Piñal                                         | Llaneros de Guanare FC                                    |
| 2002/03 | Deportivo Anzoátegui                                      | UPEL Andina FC                                            |
| 2003/04 | Hermandad Gallega FC                                      | Deportivo Galicia                                         |
| 2004/05 | 5 campeones de grupo que ascendieron a Segunda División B | 5 campeones de grupo que ascendieron a Segunda División B |
| 2005/06 | Zulia FC                                                  | Colegio Iberoamericano FC                                 |
| 2006/07 | UCV Aragua                                                | Deportivo Táchira B                                       |

## Títulos por equipo
| Club                      | N.º de títulos | N.º de Subtítulos | Años de campeonato |
| ------------------------- | -------------- | ----------------- | ------------------ |
| Deportivo Galicia         | 1              | 1                 | 1999-00            |
| Caracas B                 | 1              | 0                 | 2000-01            |
| Atlético El Piñal         | 1              | 0                 | 2001-02            |
| Deportivo Anzoátegui      | 1              | 0                 | 2002-03            |
| Hermandad Gallega FC      | 1              | 0                 | 2003-04            |
| Zulia FC                  | 1              | 0                 | 2005-06            |
| UCV Aragua                | 1              | 0                 | 2006-07            |
| Zulianos                  | 0              | 1                 |                    |
| Club Paracotos            | 0              | 1                 |                    |
| Llaneros de Guanare FC    | 0              | 1                 |                    |
| UPEL Andina FC            | 0              | 1                 |                    |
| Colegio Iberoamericano FC | 0              | 1                 |                    |
| Deportivo Táchira B       | 0              | 1                 |                    |

## Goleadores

### Goleadores por año
| Año     | Jugador           | Goles | Equipo            |
| ------- | ----------------- | ----- | ----------------- |
| 1999/00 |                   |       |                   |
| 2000/01 |                   |       |                   |
| 2001/02 |                   |       |                   |
| 2002/03 |                   |       |                   |
| 2003/04 | Gabriel Vanasoste | 15    | Deportivo Galicia |
| 2004/05 | Timshel Tabarez   | 12    | Deportivo Galicia |
| 2005/06 | Jackson Cabrera   | 5     | Los Castores FC   |
| 2006/07 | José Castillo     | 17    | UCV Aragua        |